# András Berkesi
András Berkesi (vlastním jménem András Bencsik), (30. listopadu 1919, Budapešť - 14. září 1997, Budapešť) byl maďarský spisovatel, autor detektivních a špionážních románů. Byl chráněncem Kadárova režimu a od roku 1945 působil jako důstojník tajné politické policie komunistického režimu.
Ve svých dílech většinou líčí boj "statečných a uvědomělých" bojovníků proti nepřátelům proletariátu a proti kontrarevoluci. V toto duchu jsou pochopitelně i líčeny události v Maďarsku roku 1956. Přesto autor patří dodnes k nejčtenějším domácím spisovatelům a jeho dílo je předmětem živé literární a politické diskuse.

## Výběrová bibliografie
- Októberi vihar (1958, Říjnová bouře, česky jako Podivný podzim), román zabývající se jako jeden z prvních obdobím maďarského povstání v roce 1956.
- Vihár után (1959, Po bouři), pokračování románu Októberi vihar,
- Kopjások (1959, Kopiníci), román (zfilmováno roku 1975) psaný formou pamětí pracovníka ilegální fašistické organizace "Kopiníků", kterou se podařilo zneškodnit dík emigrantce, jež si uvědomila svou vinu vůči vlasti.
- Magány (1961, Samota), román,
- Sellő a pecsétgyűrűn (1964, Prsten s nymfou), špionážní román, zfilmováno roku 1965.
- Játék a tisztességgel (1964, Hra s poctivostí), román,
- Pisztrángok és nagyhalak (1967, Pstruzi a velké ryby),
- Küszöbök (1969, Poslední práh), román líčící boj mezi nacistickou zpravodajskou službou a podzemním komunistickým hnutím v horthyoské, hitlerovskou armádou obsazené Budapešti roku 1944.

## Česká vydání
- Kopiníci, Naše vojsko, Praha 1963, přeložila Maria Tilkovská,
- Prsten s nymfou, Naše vojsko, Praha 1969, přeložil Jiří Elman a Vladimír Farský,
- Podivný podzim, SNKLHU, Praha 1960, přeložila Anna Rossová, znovu Svoboda, Praha 1972,
- Poslední práh, Naše vojsko, Praha 1976, přeložil Jiří Elman.